# Bačka Palanka
Bačka Palanka (serbisch / kroatisch: Bačka Palanka; serbisches kyrillisch: Бачка Паланка; slowakisch: Báčska Palanka; ungarisch: Bácspalánka; deutsch: Plankenburg) ist eine Gemeinde und eine Stadt bzw. Ortschaft in Serbien, die in der südlichen Batschka in der autonomen Provinz Vojvodina liegt.
Die Stadt ist durch eine 740 m lange Donaubrücke mit der kroatischen Stadt Ilok verbunden.

## Geografische Lage
Die Stadt liegt am linken Ufer der Donau, etwa 45 km flussaufwärts von Novi Sad. Die Gemeinde umfasst die Orte Obrovac, Karađorđevo (Gestüt), Tovariševo, Mladenovo, Čelarevo, Gajdobra, Nova Gajdobra, Silbaš, Parage, Despotovo und Pivnice sowie zwei Dörfer in Srem (Neštin und Vizić).
Im Norden der Gemeinde, nahe Despotovo verläuft der Kleine Batschka-Kanal.

## Demografie
In der Gemeinde leben (laut der Volkszählung 2002) 60.966 Menschen, davon 29.449 in der Stadt Bačka Palanka.
Ethnische Zusammensetzung in der Gemeinde:
- Serben = 47.916 (78,59 %)
- Slowaken = 5.837 (9,57 %)
- Ungarn = 1.490 (2,44 %)
- Jugoslawen = 1.041 (1,7 %)
- Kroaten = 982 (1,61 %)
- Roma = 841 (1,37 %)
- andere (Russinen, Bosniaken).

Ethnische Zusammensetzung in der Stadt:
- Serben = 23.864 (81,04 %)
- Slowaken = 1.194 (4,06 %)
- Ungarn = 1.160 (3,94 %)
- Kroaten = 618 (2,10 %)
- Jugoslawen = 607 (2,06 %)
- Roma = 231 (0,78 %)
- Montenegriner = 110

## Sehenswürdigkeiten

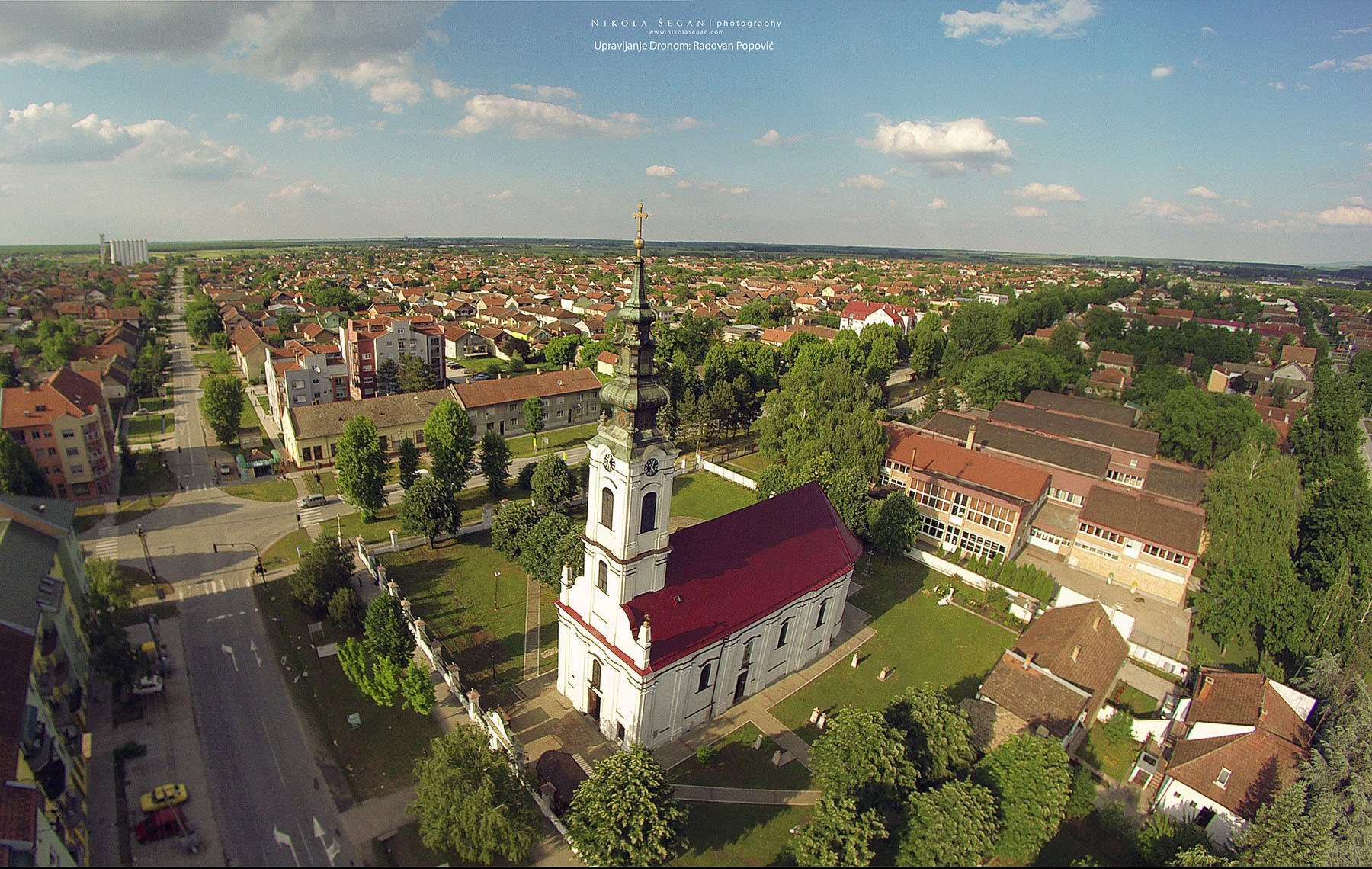
Stadtpanorama mit der Serbisch-orthodoxen Kirche zur Geburt des Hl. Johannes des Täufers

Von 1783 bis 1787 wurde im Stadtzentrum die Serbisch-orthodoxe Kirche zur Geburt des Hl. Johannes des Täufers erbaut. Parallel dazu wurde von 1782 bis 1784 die römisch-katholische Kirche, vorrangig für die deutsche Bevölkerung, errichtet, der auch zeitweilig ein Kloster angeschlossen war.
Südlich des Stadtzentrums befindet sich am Donauufer das Freizeitzentrum Tikvare mit Freibad und verschiedenen Sportanlagen.

## Sport
Größter Sportverein in Bačka Palanka ist der Fußballverein FK Bačka Bačka Palanka. Der Handballverein RK Sintelon existierte von 1952 bis 2009.

## Partnerstädte
- Otradny, Russland
- Kalusch, Ukraine

## Persönlichkeiten

### Söhne und Töchter des Ortes
- Jenő Konrád (1894–1978), ungarischer Fußballspieler und -trainer
- Kálmán Konrád (1896–1980), ungarischer Fußballspieler und -trainer
- Adalbert Karl Gauss (1912–1982), Lehrer, Verleger, Journalist und Volkskundler
- Dušan Alimpić (1921–2002), Politiker
- Anton Scherer (1922–2015), Lehrer und Literat
- Hans Supritz (* 1939), Bundesvorsitzender der Landsmannschaft der Donauschwaben in Deutschland
- Mihalj Kertes (1947–2022), Beamter und Politiker
- Zdravko Rađenović (* 1952), Handballspieler
- Jelena Bodražić (* 1971), Opern- und Konzertsängerin
- Sergije Karanović (* 1975), serbisch-orthodoxer Bischof von Mitteleuropa
- Duško Milinović (* 1975), Handballspieler und -trainer
- Mićo Janić (* 1979), kroatischer Kanute
- Dragan Zorić (* 1979), Kanute
- Stjepan Janić (* 1980), kroatischer Kanute
- Natasa Janics (* 1982), ungarische Kanutin serbo-kroatischer Herkunft
- Miljana Knežević (* 1983), Kanutin
- Đorđe Ivelja (* 1984), Fußballspieler
- Marko Vujin (* 1984), Handballspieler
- Bojan Beljanski (* 1986), Handballspieler
- Žarko Šešum (* 1986), Handballspieler
- Milenko Zorić (* 1989), Kanute
- Danilo Radović (* 2000), Handballspieler